# Curral Novo do Piauí
Curral Novo do Piauí é um município brasileiro do estado do Piauí. Localiza-se a uma latitude 07º49'56" sul e a uma longitude 40º54'04" oeste, estando a uma altitude de 370 metros. Sua população estimada em 2004 era de 3 978 habitantes. Possui uma área de 759,79 km².

## História

### Período Pré-Colonial
A região sudeste do Piauí é habitada por grupos humanos há muitos milênios, com várias pesquisas arqueológicas apontando o início dessa ocupação por volta de 50 mil ou mesmo 100 mil anos atrás. Essas datações, embora ainda bastante discutidas entre os arqueólogos, foram obtidas em diversos sítios arqueológicos localizados no Parque Nacional Serra da Capivara, como o Toca do Boqueirão da Pedra Furada, Sítio do Meio e Tira-Peia. Trata-se de vários painéis de grafismos rupestres e antigas fogueiras, bem como ferramentas de pedra (referidos mais adequadamente como instrumentos líticos), enterramentos humanos e material cerâmico de grupos indígenas mais recentes.
Grupos indígenas, agricultores e ceramistas, teriam chegado à região sudeste e sul do Piauí nos últimos 3.000 anos, contudo. Segundo consta, algumas das aldeias deste período eram grandes e circulares, com aproximadamente uma dezena de casas dispostas no perímetro do círculo. Além dos vasilhames cerâmicos, também foram detectados diversos vestígios matérias daquele período, como ferramentas líticas lascadas e polidas, cachimbos e urnas funerárias. Também na Chapada do Araripe foram identificados vestígios arqueológicos de antigos grupos ameríndios, como gravuras e pinturas rupestres, bem como fragmentos de cerâmicas e ferramentas líticas associadas à Tradição Tupiguarani. Essas evidências levaram algumas pesquisas a apontar a região como parte de uma possível rota migratória ligando a Serra da Capivara e o Seridó
Por conseguinte, na área do município de Curral Novo do Piauí são atualmente conhecidos doze sítios arqueológicos relacionados à ocupação desses antigos grupos indígenas. Em sítios como Belém, Bonfim 1, Bonfim 2, Nascente 1, Nascente 2, Nascente 3, Nascente 4, Serra Vermelha 2, Serra Vermelha 3, Serra Vermelha 4 e Serra Vermelha 5 foram identificados materiais líticos em área de cascalheira, enquanto no Sítio Seu Né haveria inclusive fragmentos de antigos vasilhames cerâmicos.
Assim como no restante do território piauiense, há evidências históricas da presença de diversos grupos indígenas no sudeste do estado, quando da chegada dos primeiros colonizadores europeus. Os Pimenteiras, falantes de um idioma relacionado ao tronco linguístico Karib, habitavam boa parte da região, havendo também relatos da presença dos Jaicó, dos Ichú e Kariri. Todavia, as poucas informações disponíveis a respeito dos primeiros contatos entre europeus e ameríndios na região dificulta bastante o detalhamento do contexto indígena desse período. Uma das fontes mais utilizadas segue sendo as memórias do ouvidor Antonio José de Morais Durão (intitulada “Descrição da Capitania de São José do Piauí”), o qual citou os relatos do Padre Miguel de Carvalho a respeito dos povos indígenas do rio Piauí na segunda metade do século XVIII.

### Período colonial português
Os primeiros dois séculos de ocupação portuguesa das terras meridionais piauienses se desenvolveram de forma um tanto esparsa, apesar da capitania de Pernambuco – uma das mais prósperas nesse primeiro momento – abarcar a área do atual município de Curral Novo do Piauí. A hoje em dia conhecida baixa fertilidade do solo de caatinga da região, pobre em nutrientes e de fácil exaustão, teria limitado a expansão canavieira dos primeiros séculos coloniais. A ocupação sistemática desse vasto sertão teria início efetivo com as frentes pastoris da segunda metade do século XVII, possibilitando o abastecimento de proteína animal aos engenhos espalhados pelo litoral nordestino. Esse momento ficou marcado pela expansão da colonização sobre diversas áreas do sertão, portanto, consideradas capazes de sustentar milhares de cabeças de gado. Esse processo de ocupação resultou também na criação da Capitania de São José do Piauí em 1718, sendo esta desmembrada do então Estado do Maranhão
Contudo, visto que o território piauiense passou a ser um refúgio para as populações indígenas pressionadas pelo avanço europeu sobre seus antigos territórios, novos enfrentamentos ocorreram. Segundo alguns cronistas setecentistas, as populações indígenas “fervilhavam como formiga nos rios do Piauí”. Após algumas tentativas de frentes pastoris vindas de Pernambuco e Bahia, se vê a necessidade de promover uma guerra contra os diversos grupos que estavam acuados no território então chamado “Sertões de Rodelas”. Nesse contexto de guerra, escravização e expulsão dos povos indígenas que habitavam a região, destacaram-se as campanhas dos bandeirantes Domingos Jorge Velho e Domingos Afonso Mafrense, contratados especificamente para esta tarefa por famílias importantes do Recôncavo Baiano. Quando Mafrense morreu, por sua vez, as sesmarias recebidas por este no sul do atual território piauiense passaram – por doação determinada pelo mesmo – ao Colégio dos Jesuítas na Bahia, permanecendo assim até a expulsão da Companhia de Jesus da América Portuguesa em 1760, quando são incorporadas pela Coroa Portuguesa
A introdução do chamado gado pé-duro no regime de tropas de vaqueiros abre a possibilidade para que toda a região do sertão nordestino passe a ser ocupada e tenha sua economia interligada a produção primária do Brasil colonial. De acordo com alguns autores, as fazendas e currais piauienses tornaram-se um dos principais produtores de gado vacum e cavalar, tendo os centros urbanos pernambucanos e baianos como mercados consumidores mais frequentes. Entretanto, a intensa atividade pecuária na caatinga exauria os recursos desse bioma, extinguindo sua cobertura vegetal original. O resultado desse processo foi a desertificação de muitas áreas, ocasionando diversos eventos de secas e carestias de recursos para as populações locais ao longo dos séculos subsequentes. Com efeito, a atividade pecuária já mostrava sinais de desgaste claro nas últimas décadas do século XVIII, de certa forma acompanhando o ocaso dos engenhos de açúcar pernambucanos e baianos
De todo modo, no decorrer do século XIX o sistema pastoril manteve-se como principal atividade, apesar da insustentabilidade econômica e social de longo prazo. É através desse processo de ocupação pastoril que o sudeste piauiense (bem como a região onde hoje se insere o município de Curral Novo do Piauí) é ocupado, sendo dada preferência aos locais mais próximos dos principais cursos d’água regionais, como os rios Canindé, Itaim e Piauí. A importância dos rios – bem como sua escassez relativa – no processo de ocupação tanto do sudeste quanto do restante do território piauiense levou alguns autores a considerar a água “o mais importante fio condutor do povoamento do Piauí”

### Século XX: fundação do distrito de Curral Novo e emancipação do município de Curral Novo do Piauí
Ao longo do século XIX, estas terras eram parte do distrito de São Raimundo Nonato, criado por decreto em 6 de julho de 1832. Apesar da elevação de São Raimundo Nonato à categoria de vila em 9 de agosto de 1851, a área da atual Curral Novo do Piauí não sofreu mudanças administrativas significativas até 1955, quando o povoado que existia no local se tornou um distrito. De acordo com os registros locais, em 5 de maio de 1956 teve início a limpeza de uma área para instalação da feira, ficando registrado os nomes de Francisco João Lopes, Ananias Alves, Vitalino do Nascimento, Rufino Dionísio dos Santos, Francisco Faustino de Lira, Sizinane Filho, Firmino de Sousa e Sra. Justina de Zé Pretinho como pioneiros na ocupação da área. Por sua vez, o terreno para a feira teria sido doado por Geminiano Lopes, o que permitiu a instalação das primeiras barracas de palha e uma capela. Segundo consta, a primeira casa de alvenaria teria sido construída por Francisco João Lopes - também conhecido como Chico de Lina - em julho de 1957.
Cerca de sete anos depois, em 5 de dezembro de 1962, Curral Novo foi elevada à condição de município, já que a distância para São Raimundo Nonato dificultava a administração do distrito. Contudo, uma Resolução do Senado Federal em 1966 determinou a reincorporação de Curral Novo ao município de São Raimundo Nonato. Essa situação permaneceu até a promulgação da Constituição Estadual do Piauí, em 5 de outubro de 1989, quando ficou determinada a criação do município de Curral Novo e a necessidade de definir seus limites territoriais. Ainda assim, sua área só seria estabelecida oficialmente pela Lei Estadual n.º 4.680, de 26 de janeiro de 1994 - data oficial de emancipação do município -, incorporando terras antes pertencentes a São Raimundo Nonato e Simões.
O nome atual do município remete justamente à atividade econômica responsável pelo processo de ocupação colonial destas terras: a pecuária. Segundo consta, na década de 1940 existia na área um curral onde eram presos animais bovinos selvagens, capturados quando vinham beber água em uma cacimba existente nas proximidades do mesmo. Inicialmente denominado Curral do Angico, a estrutura acabou por se deteriorar ao longo dos anos, o que levou o vaqueiro José Rodrigues – que passava ali com frequência – a construir um novo curral, denominando-o de Curral Novo.
Assim como em outros municípios do Brasil afora, a história de Curral Novo do Piauí também pode ser entendida a partir de algumas de suas manifestações culturais, registradas atualmente (ou em processo de análise) como patrimônio imaterial federal e estadual devido à sua importância. É o caso das Comunidades Quilombolas e do Tambor de Crioula do Piauí, objetos de Inventários Nacionais de Referências Culturais (INRC) do Instituto do Patrimônio Histórico e Artístico Nacional (IPHAN); da Produção Tradicional e Práticas Socioculturais Associadas à Cajuína no Piauí, considerada patrimônio cultural brasileiro desde 15 de maio de 2014; da Festa do Divino da Comunidade de Marmelada e do Modo de Fazer Arte Santeira do Piauí, manifestações artísticas da religiosidade regional, atualmente em processo de instrução para registro enquanto patrimônio cultural brasileiro.

Em relação às típicas manifestações sertanejas, traços comuns a toda as populações nordestinas, consta registrado desde 2018 como patrimônio cultural brasileiro a Literatura de Cordel, estando as Matrizes do Forró e o Repente em processo de instrução para registro pelo IPHAN. Constam também como patrimônio imaterial nacional o Ofício dos Mestres de Capoeira e as Rodas de Capoeira, presentes em diversos estados brasileiros. Por fim, a raça de gado Pé-Duro do estado do Piauí é considerada de Relevante Interesse Cultural pela Fundação Cultural do Piauí (FUNDAC) desde 2012